# Ifeoma Nwoye
Ifeoma Christiana Nwoye (ur. 1 maja 1993) – nigeryjska zapaśniczka walcząca w stylu wolnym. Triumfatorka igrzysk wspólnoty narodów w 2010 i trzecia w 2014. Pierwsza na mistrzostwach Afryki w 2018; druga w 2016 i trzecia w 2010 i 2019 roku.